# 二関亜由美
二関 亜由美（にのぜき あゆみ、1976年2月3日 - ）は、日本の元新体操選手。

## 人物・来歴
千葉県出身。1990年の四大陸選手権で、ジュニア優勝。当時は朝鮮民主主義人民共和国がアジアの強豪国であったが、二関は巧みな手具裁きで互角に戦い、優勝を果たした。
ジュニアのころから彼女の投げは、一般的なシニア選手の1.5 - 2倍近く高さがあり、手具の動きだけで魅せる事が出来る選手であった。その手具操作技術に惚れ込み、ブルガリアのコーチが留学を薦めたこともあるほど能力の高い選手であった。
千葉県立千葉商業高等学校進学後、第7回新体操高校選抜大会では、リスクという要素を武器に優勝。それは山田海蜂と山尾朱子という後の五輪代表選手を抑えての戦績であった。当時の新体操界は高校生・大学生が中心であったが、彼女の登場によりクラブ出身の選手が、新体操全日本選手権の勢力図に名を連ねることとなった。
イオンカップでのクラブ対抗試合に活躍の場を移し、ベテランとしてチームを引っ張り続けたが、「新体操を、好きなうちに辞めたい」という言葉を残し、引退している。